# Provincia de Huaylas

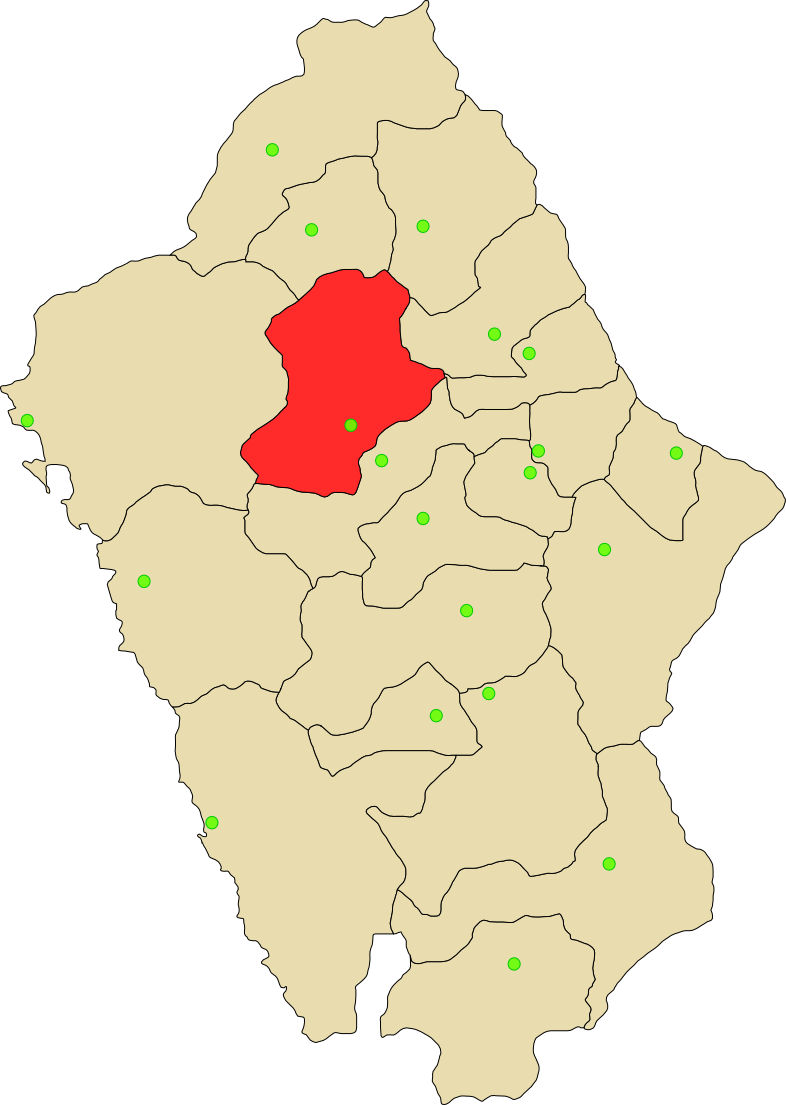
Mapa de la provincia de Huaylas en Áncash

La provincia de Huaylas es una de las veinte que conforman el departamento de Áncash en el Perú. Limita al norte con la provincia de Corongo, al este con las provincias de Sihuas y Pomabamba, al sur con la provincia de Yungay y al oeste con la provincia del Santa. Cuenta con una población aproximada de 58 000 habitantes al año 2025.

## Toponimia
- De la voz del runasimi Q.I. wayllaq (el campo que verdea, o bien pradera o cespedera).[1]
- Escuetamente, waylas = danza agrícola.[2]

## Historia
Huaylas es la provincia más antigua del departamento de Áncash, antes llamado Huaylas.  
Entre 1542 y 1543, el señorío de Huaylas (etnia) había sido fragmentado en cuatro repartimientos o encomiendas por Cristóbal Vaca de Castro. Sin embargo, en 1565, se creó el corregimiento de la provincia de Huaylas que, según un informe oficial de 1618, comprendía las siguientes comarcas o distritos: San Ildefonso de Recuay, San Sebastián de Huaraz, San Andrés de Pira, Santiago de Caxamarquilla, San Jerónimo de Pampas, San Francisco de Huanchac, San Pedro de Curis, San Juan Bautista de Huachán, Santiago de Guayán, Santa Ana de Succha, Santiago de Aixa, San Pedro de Llacllén, La Magdalena de Moravia, Santiago de Guambo, Santiago de Cochapetí, San Pablo de Cotaparaco, San Pedro de Tapacocha, San Gregorio de Huayllapampa, Santa Verónica de Chaucayán, San Lorenzo de Mosca, La Magdalena de Guachas y San Cristóbal de Ichoca.
Huaylas figura en el Reglamento Provisorio dado por el libertador José de San Martín, del 12 de febrero de 1821, integrando como partido el departamento de Huaylas. Después, aparece en la ley del 12 de junio de 1835, que delimita al departamento de Huaylas, conformado por las antiguas provincias de Santa, Huaylas, Conchucos y Cajatambo. Esta primera provincia de Huaylas comprendía, como distritos, a las actuales provincias de Huaylas, Yungay, Huaraz, Carhuaz, Recuay y Aija. 
Por ley del 25 de julio de 1857, la primera provincia de Huaylas se dividió en la segunda provincia de Huaylas, con su capital, Caraz, y en la primera provincia de Huaraz, con su capital la ciudad del mismo nombre. Por Ley del 28 de octubre de 1904 la segunda provincia de Huaylas se dividió nuevamente, esta vez en la tercera y actual provincia de Huaylas, con su capital, Caraz, y en la provincia de Yungay, con su capital, la ciudad del mismo nombre.

## Capital
La capital de esta importante provincia es la ciudad de Caraz, la cual está ubicada a 2256 m s. n. m. Cuenta con una población de 18 000 habitantes al 2025.

## División administrativa
Esta provincia se divide en diez distritos:
1. Caraz
2. Huallanca
3. Huata
4. Huaylas
5. Mato
6. Pamparomás
7. Yuracmarca
8. Pueblo Libre
9. Santa Cruz
10. Santo Toribio

## Demografía
Según las estimaciones del Instituto Nacional de Estadística e Informática (INEI), la provincia de Huaylas, ha mostrado un crecimiento demográfico moderado en los últimos 25 años. En 1993, la población total ascendía a 50,575 habitantes, aumentando a 55,249 en 2017 y 58,000 habitantes en 2025. Este patrón demográfico refleja una relativa estabilidad en el asentamiento poblacional, con migración interna limitada y tasas de natalidad consistentes con el promedio regional.
| Proyección demográfica de la Provincia de Huaylas 1993 - 2025 |
|                                                               |
| Según proyecciones de los censos poblacionales del INEI.      |

## Autoridades

### Regionales
- Consejeros regionales
  - 2023-2026[5]

  1. Miguel Ángel Lavado Aparicio (Alianza, Gobierno, Unidad, Acción - AGUA)
  2. Chang Berly Milla Ponce (Socios por Áncash)

### Municipales
- 2023-2026[5]
  - Alcalde: José Felipe Espinoza Caballero (Podemos Perú).
  - Regidores:

  1. Ketty Jessica Chauca Sarmiento (Podemos Perú)
  2. Manuel Jesús Huamán Durand (Podemos Perú)
  3. Rubela Juana Trejo Márquez (Podemos Perú)
  4. Marco Saúl Milla Toro (Podemos Perú)
  5. Tania Rocío Cadillo Villanueva (Podemos Perú)
  6. Antolino Fabián Nieto Consuelo (Podemos Perú)
  7. Digna Soledad Pato Lindo (Alianza, Gobierno, Unidad, Acción - AGUA)
  8. Nelson Gerardo Solorzano Espíritu (Alianza, Gobierno, Unidad, Acción - AGUA)
  9. Violeta Salomé López Dueñas (Socios por Áncash)